# Tony Blanco

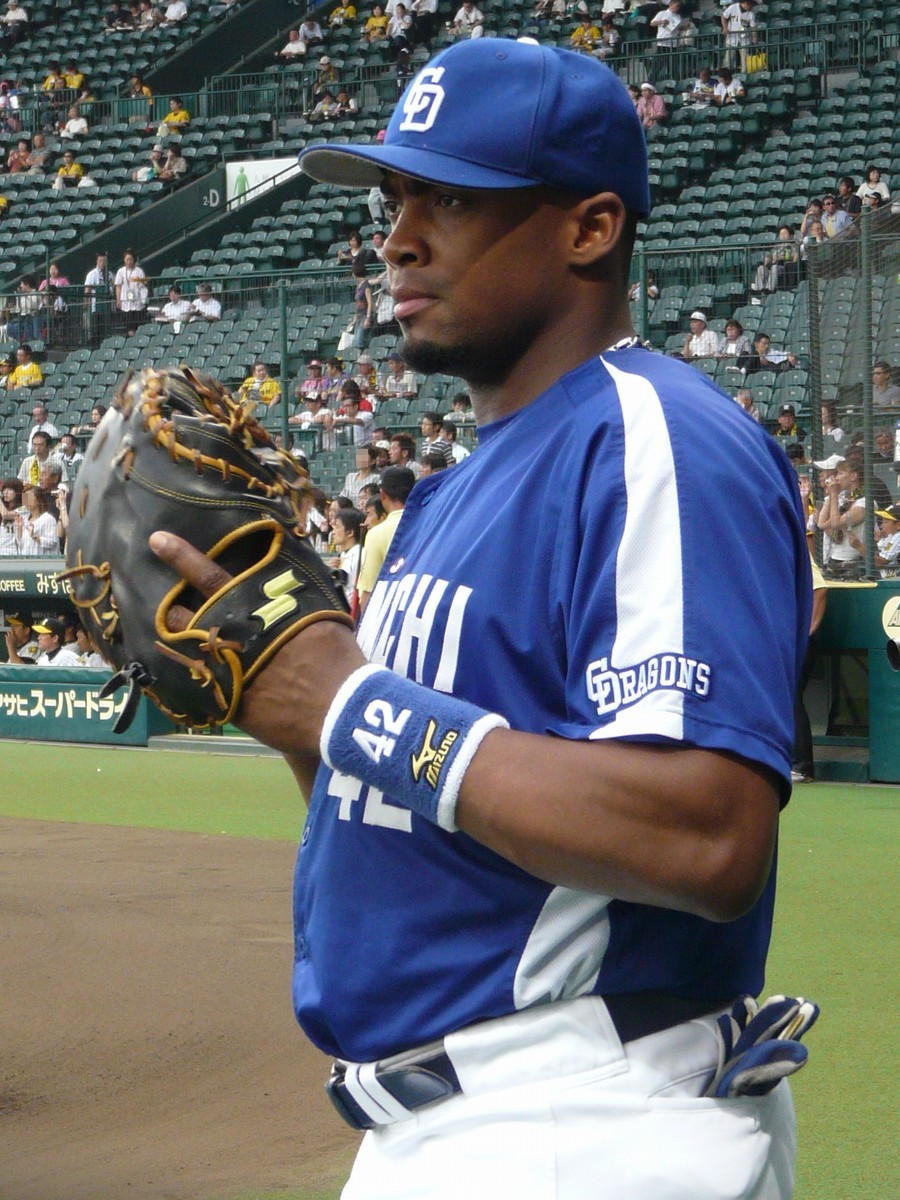
Tony Blanco im Trikot der Chūnichi Dragons

Tony Enrique Blanco Cabrera (10. November 1980 – 8. April 2025) war ein dominikanischer Baseballspieler, der sowohl in der Major League Baseball (MLB) als auch in der Nippon Professional Baseball (NPB) aktiv war. Er spielte hauptsächlich als First Baseman, Third Baseman und Outfielder.

## Frühes Leben und Karrierebeginn
Blanco begann seine Karriere im Farm-System der Boston Red Sox und wurde 2002 zu den Cincinnati Reds transferiert. 2005 wurde er von den Washington Nationals im Rule-5-Draft ausgewählt und spielte in seiner Rookie-Saison 56 Spiele für das Team.

## Karriere in Japan

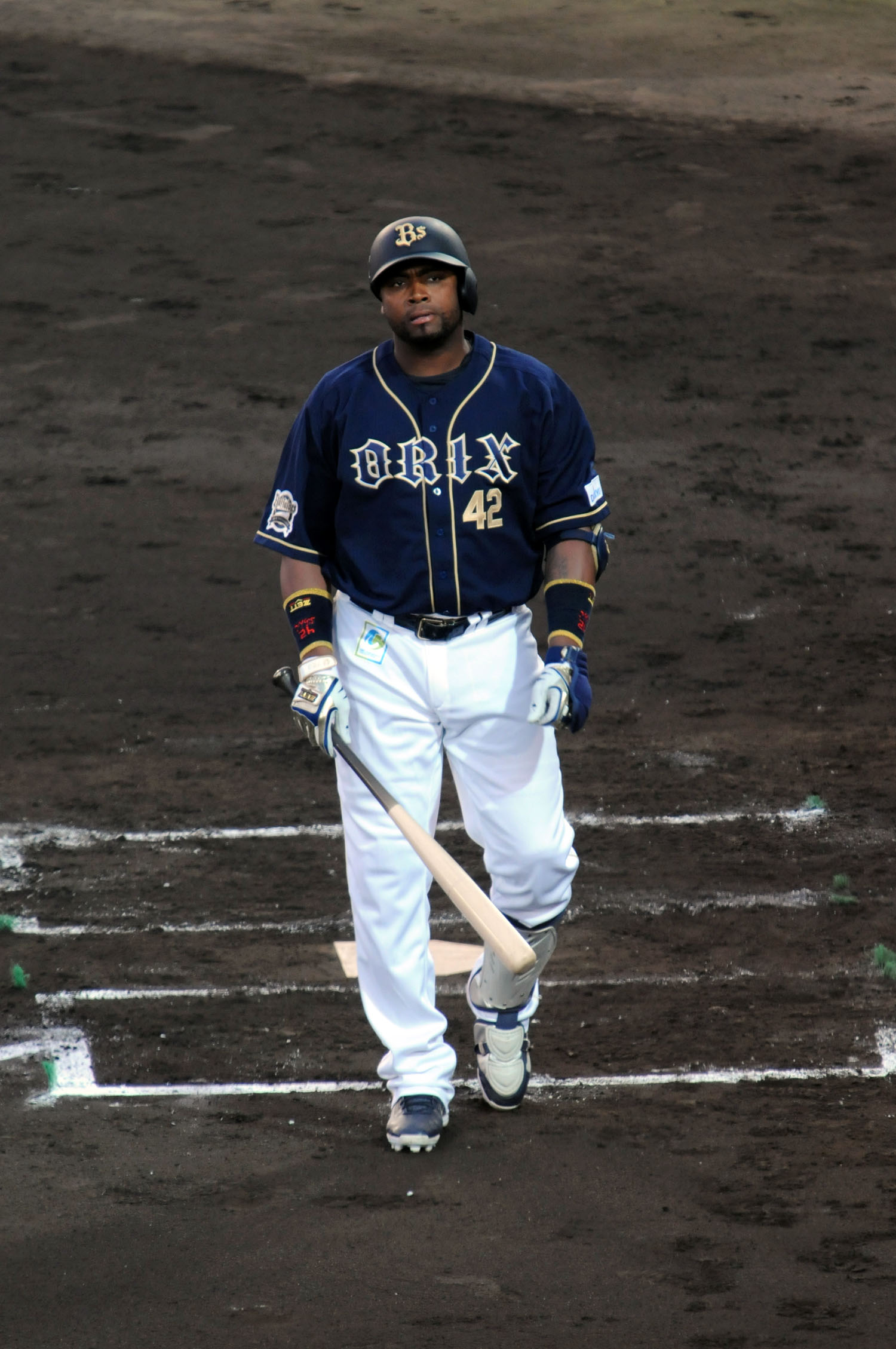
Tony Blanco, Infielder der Orix Buffaloes, im Baseball-Stadion der Präfektur Akita

Nach mehreren Jahren in den Minor Leagues wechselte Blanco 2009 in die japanische Nippon Professional Baseball (NPB), wo er für die Chunichi Dragons, die Yokohama DeNA BayStars und die Orix Buffaloes spielte. In seiner ersten Saison in Japan führte er die Central League mit 39 Home Runs und 110 RBIs an.
2013 wurde er Central League Batting Champion und gewann mehrere Auszeichnungen, darunter den Best Nine Award. Nach 2016 spielte Tony Blanco in der Dominikanischen Winterliga für die Estrellas Orientale bis zur Saison 2016–17, bevor er sich aus dem professionellen Baseball zurückzog.

## Tod
Blanco verstarb am 8. April 2025 bei dem Unglück in dem Jet Set Nightclub in Santo Domingo, als das Dach des Gebäudes einstürzte. Sein Sohn, Tony Blanco Jr., gilt als vielversprechendes Talent in der MLB.